# Sarcophaga litsingeri
Sarcophaga litsingeri är en tvåvingeart som beskrevs av Shinonaga och Alberto Barrion 1980. Sarcophaga litsingeri ingår i släktet Sarcophaga och familjen köttflugor.
Artens utbredningsområde är Filippinerna. Inga underarter finns listade i Catalogue of Life.